# Call of the Wild
Call of the Wild (с англ. — «Зов природы») — восьмой студийный альбом немецкой пауэр-метал группы Powerwolf, который вышел 16 июля 2021 года и был издан лейблом Napalm Records.
Также совместно с альбомом был выпущен бонус-диск Missa Cantorem, на котором песни Powerwolf перепевались другими известными вокалистами, такими как Йохан Хегг из Amon Amarth, Мэтт Хифи из Trivium и др.

## Список композиций[2]
| №                   | Название                    | Длительность |
| ------------------- | --------------------------- | ------------ |
| 1.                  | «Faster Than the Flame»     | 4:08         |
| 2.                  | «Beast of Gévaudan»         | 3:31         |
| 3.                  | «Dancing with the Dead»     | 4:05         |
| 4.                  | «Varcolac»                  | 3:52         |
| 5.                  | «Alive or Undead»           | 4:23         |
| 6.                  | «Blood for Blood (Faoladh)» | 3:11         |
| 7.                  | «Glaubenskraft»             | 3:56         |
| 8.                  | «Call of the Wild»          | 3:39         |
| 9.                  | «Sermon of Swords»          | 3:18         |
| 10.                 | «Undress to Confess»        | 3:31         |
| 11.                 | «Reverent of Rats»          | 2:54         |
| Общая длительность: | Общая длительность:         | 40:34        |

| №   | Название                                          | Длительность |
| --- | ------------------------------------------------- | ------------ |
| 12. | «Sanctified with Dynamite (feat. Ralf Scheepers)» | 4:26         |

## Участники записи
- Аттила Дорн — вокал
- Мэтью Грейвольф — соло и ритм-гитара
- Чарльз Грейвольф — соло и ритм-гитара, бас-гитара
- Фальк Мария Шлегель — орган, клавишные
- Роэль Ван Хэльден — ударные, перкуссия[3]

## Критика
Альбом получил хорошие отзывы. Рецензент из «Kerrang!» дал альбому оценку в 4 балла из 5, а на сайте «Sonic Perspectives» он удостоился 8,9 балла.